# Tunnel van Mortsel
De tunnel van Mortsel (of tunnel van Oude-God) is een spoortunnel in de gemeente Mortsel. De tunnel heeft een lengte van 252 meter. De dubbelsporige spoorlijn 25 gaat door deze tunnel.
In het noordelijke deel en ook buiten de tunnel ligt het station Mortsel-Oude-God. Boven op het tunneldak bevinden zich het stationsgebouw en het nieuw aangelegde Stadsplein. Onder dit Stadsplein is, naast de spoorweg, een ondergrondse parking die rechtstreekse toegang geeft tot perron 2 richting Brussel.
De perrons bevinden zich in de sleuf, deels onder het stationsgebouw, deels in open lucht. IC-treinen tussen Brussel en Antwerpen rijden in volle vaart door het station. Om te vermijden dat de luchtstromingen, die deze voortrazende treinen veroorzaken, via de perrontoegang het stationsgebouw inwaaien, werd een systeem bedacht. Op beide perrons staat een automatische schuifdeur die zich sluit als er een trein passeert (via een sensor onder de sporen).